# Toivo Kivimäki

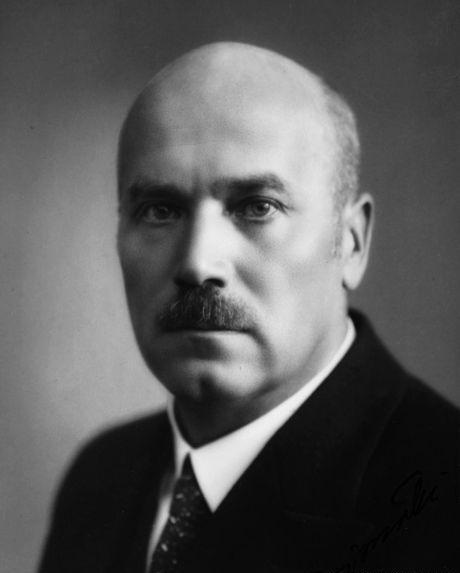
Toivo Kivimäki

Toivo Mikael Kivimäki (Tarvasjoki, 5 juni 1886 - Helsinki, 6 mei 1968) was een Fins jurist, hoogleraar, diplomaat en politicus.

## Carrière
Hij studeerde rechten en werkte als jurist en later hoogleraar. Hij was van 1931 tot 1936 hoofd van het Departement burgerlijk recht aan de Universiteit van Helsinki.
Naast een carrière in de academische wereld, maakte Kivimäki ook carrière in de politiek. Kivimäki was lid van de Nationale Progressieve Partij (Kansallinen Edistypuolue, ED) en werd voor die partij in het Finse parlement (Eduskunta) gekozen. Van 1928 tot 1929 was hij minister van Binnenlandse Zaken en van 1931 tot 1932 was hij minister van Justitie.
Van 1932 tot 1936 stond Kivimäki aan het hoofd van een coalitie van de ED, de Nationale Coalitie Partij (KOK) en de Zweedse Volkspartij (SFP). Als premier voerde hij een op de Scandinavische landen gerichte koers.
Tot 1985 was hij de langstzittende premier van Finland.

## Rol tijdens de Vervolgoorlog
In maart 1940 1, twee weken na de ondertekening van het vredesverdrag tussen Finland en de Sovjet-Unie, dat einde maakte aan de Winteroorlog werd Kivimäki door premier Risto Heikki Ryti benoemd tot ambassadeur in Berlijn. Hij bleef dit tot het moment dat Finland de diplomatieke betrekkingen met Duitsland verbrak (2 september 1944). Als ambassadeur was hij verantwoordelijk voor de verbetering van de diplomatieke betrekkingen tussen Finland en Duitsland. (Duitsland was tot 1941 anti-Fins, omdat men Finland als onderdeel van de Sovjet-Russische invloedssfeer beschouwde.) Tijdens de Vervolgoorlog, toen het Finse leger zij aan zij met het Duitse leger het Rode Leger bestreed, was Kivimäki ongetwijfeld de belangrijkste Finse diplomaat. Toch voerde hij slechts de bevelen van de regering in Helsinki uit. Toch toonde hij als diplomaat wel enig eigen initiatief, door er voor de te waken dat de banden tussen Finland en Duitsland niet zover gingen dat het tot een officieus bondgenootschap kwam. Uiteindelijk sloot president Ryti in juni 1944 het Ryti-Ribbentrop verdrag, maar daar was Kivimäki niet bij betrokken.

## Gevangenisstraf
Na de Vervolgoorlog (1944) werd Kivimäki gearresteerd en stond hij terecht tijdens het Oorlogsverantwoordelijkheidsproces (1945-1946). Dit proces werden gevoerd onder druk van de geallieerden. Op 21 februari 1946 werd Kivimäki veroordeeld tot 5 jaar gevangenisstraf. 
Na de ondertekening van de Vrede van Parijs (1947) en het YYA-verdrag in Moskou (1948) trad er een zekere ontspanning op tussen Finland en de geallieerden. In 1948 tekende president Paasikivi een algehele amnestie voor de personen die in 1946 waren veroordeeld. Als gevolg daarvan kwam Kivimäki vrij. Hij hernam daarop het hoogleraarschap aan de universiteit (tot 1956).
Toivo Mikael Kivimäki overleed op 81-jarige leeftijd.

## Noot
1 Toivo Kivimäki stelde zich in december 1940, tijdens zijn ambassadeurschap in Berlijn, kandidaat voor het presidentschap van Finland. Hij kreeg 1 stem binnen het College van Kiesmannen. 